# Cheap design
Cheap design es el nombre en inglés de un principio de diseño de agentes autónomos.
El principio de cheap design establece que si un agente es diseñado para explotar las propiedades del nicho ecológico donde se desarrollará su tarea y las características de la interacción con el medio ambiente, entonces la construcción y la operación del agente será más simple y "barata" (cheap).
El concepto está relacionado con la investigación en materia de Inteligencia artificial no convencional.